# Mickaël Guillard
Mickaël Guillard (Francia, 10 de diciembre de 2000) es un jugador profesional francés de rugby que se desempeña en la posición de segunda línea en Lyon Olympique, equipo perteneciente a la liga Top 14.

## Carrera
Guillard es un jugador de formación francesa (JIFF). Comenzó su carrera deportiva con el equipo RC Maurepas-Élancourt, en el cual jugó tres temporadas (2006-2009), después pasó a Union Rugby Centre 78 (2009-2017), luego a Rugby Club Massy Essonne (2017-2020), posteriormente a Lyon Olympique, donde lleva jugando cuatro temporadas.